# 海軍元帥 (イギリス)
イギリスの海軍元帥（かいぐんげんすい、Admiral of the Fleet）は、イギリス海軍における5つ星階級の士官で最高位の階級である（1688年設立）。NATO階級はOF-10であり、陸軍元帥（イギリス陸軍）や空軍元帥（イギリス空軍）と同等である。名誉任命を除いて、1995年以降に海軍元帥に任命された人物はいない。

## 歴史

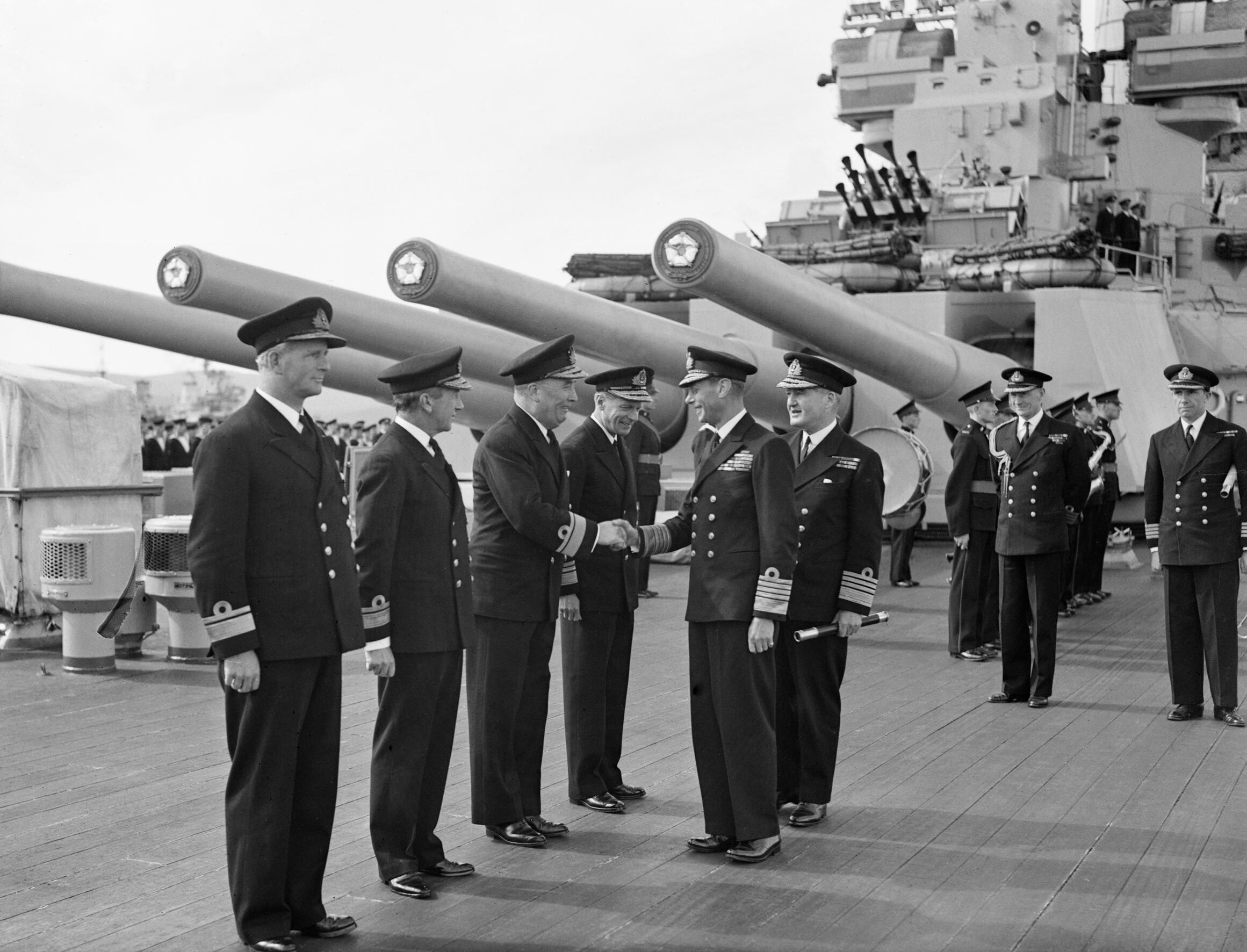
戦艦デューク・オブ・ヨークを訪れた国王ジョージ6世。ブルース・フレーザー提督（のち元帥）らが迎える。
（スカパ・フロー泊地、1943年8月）

海軍元帥の起源は、1360年7月18日に『国王の南部・北部・西部海軍指揮官』に任命されたジョン・ド・ビーチャムにまで遡る。この任命により、初めて一個人にイングランド海軍の指揮権が与えられ、後世で海軍元帥にまで発展した。帆船の時代では、海軍における提督の区別には、艦隊が赤、白、青の3部隊に分かれていたことによる区別も含まれていた。それぞれの部隊には少なくとも一人の提督が割り当てられ、順番で中将や少将を指揮した。名目上ではすべての提督が対等とされたが、伝統により、実質的な役割に加えて艦隊の階級も保持していた白の提督が上位とされた。

### 18・19世紀
イングランド王政復古により海軍内の階級や構造の全般的な再構築がなされたが、その中には海軍元帥職が定着した点も含まれていた。この際に（従来は名誉職であるという）慣例を破って、元帥職が最先任の赤色艦隊提督に与えられた。このため赤色艦隊提督は海軍元帥でありながら実務的な職務も併せ持っていた。任命は終身で、一日当たりの手当5ポンド、使用人を雇い・養うための年間手当1,014ポンドが支給された。元帥職は常にただ一人の将官のみが保持することとされるとともに、乗艦のメインマストから王室旗を掲げて元帥の坐乗を示した。
1805年、海軍元帥職と赤色艦隊提督職は分けられ、官報『ロンドン・ガゼット』の布告では「国王陛下は陛下の海軍において赤色艦隊提督の階級を復活させる勅命を下せり」とされた。なお同官報では、22人の将官が赤色艦隊提督に昇格している。19世紀以降、海軍元帥は一人しか務まらないという従来の制約にもたびたび変更があった。1821年、国王ジョージ4世は陸軍の初代ウェリントン公爵アーサー・ウェルズリー陸軍元帥とのバランスをとるため、初代セント・ヴィンセント伯爵ジョン・ジャーヴィスを存命二人目の海軍元帥に任じた。1830年にはウィリアム4世が海軍元帥の人数を3人に増やしたが、終身現役制度はその後終わりを迎えた。
また1854年から1857年にかけて、海軍の最先任士官たる海軍元帥が存在しなかった。この当時の最先任であったトマス・ル・マーチャント＝ゴセリン提督が健康上の理由から海上勤務ができなかったのである。ゴセリンが死去するまで元帥は空位とされ、その死後の1857年にサー・チャールズ・オーグル提督に引き継がれている。
その後制服組のトップとしてファースト・ネイヴァル・ロード（1904年以降は第一海軍卿）が設けられると、海軍元帥はその権限を失っていった。

### 20世紀
イギリス海軍の色別戦隊は1864年に廃止されたが、元帥の階級は残された。
エディンバラ公爵フィリップ王配は1954年にエリザベス2世の即位に併せて、ニュージーランド海軍元帥に任命された。ニュージーランド海軍の階級であり、イギリス海軍の階級とは分けられた。
1959年に国防参謀総長が創設されると、この役職に就いた5人の士官が元帥に任命された。冷戦後に空軍の縮小が承認されると、1995年にサー・ベンジャミン・バサーストが任命されたのを最後に以降の任命がない。それでも廃止されることはなく、2012年にイギリス軍の最高司令官である女王エリザベス2世を補佐した功績が認められ、ウェールズ公チャールズ（のちのチャールズ3世）が陸・海・空軍元帥に任命された。また2014年にボイス男爵（元第一海軍卿、国防参謀総長）が元帥に任命された。

## 海軍元帥の一覧
| 任命           | 画像     | 名                                                            | 生年 | 没年 | 備考                                        | 脚注    |
| -------------- | -------- | ------------------------------------------------------------- | ---- | ---- | ------------------------------------------- | ------- |
| 1688年         |          | 初代ダートマス男爵 ジョージ・レッグ                           | 1647 | 1691 |                                             | [ 12 ]  |
| 1690年         |          | エドワード・ラッセル                                          | 1652 | 1727 |                                             | [ 13 ]  |
| 1696年         |          | サー・ジョージ・ルーク                                        | 1650 | 1709 |                                             | [ 14 ]  |
| 1705年1月13日  |          | サー・クラウズリー・ショヴェル                                | 1650 | 1707 |                                             | [ 15 ]  |
| 1708年1月8日   |          | サー・ジョン・リーク                                          | 1656 | 1720 |                                             | [ 16 ]  |
| 1708年12月21日 |          | サー・スタフォード・フェアボーン                              | 1666 | 1742 |                                             | [ 17 ]  |
| 1709年11月12日 |          | サー・マシュー・エイルマー                                    | 1650 | 1720 |                                             | [ 18 ]  |
| 1718年3月14日  |          | サー・ジョージ・ビング                                        | 1663 | 1733 |                                             | [ 19 ]  |
| 1734年2月20日  |          | サー・ジョン・ノリス                                          | 1670 | 1749 |                                             | [ 20 ]  |
| 1749年7月1日   |          | サー・チャラナー・オーグル                                    | 1681 | 1750 |                                             | [ 21 ]  |
| 1751年11月22日 |          | ジェイムズ・ステュアート                                      | 1690 | 1757 |                                             | [ 22 ]  |
| 1757年3月      |          | ジョージ・クリントン                                          | 1686 | 1761 |                                             | [ 23 ]  |
| 1761年7月30日  |          | 初代アンソン男爵 ジョージ・アンソン                           | 1697 | 1762 |                                             | [ 24 ]  |
| 1762年12月17日 |          | サー・ウィリアム・ローリー                                    | 1690 | 1768 |                                             | [ 25 ]  |
| 1768年1月15日  |          | サー・エドワード・ホーク                                      | 1705 | 1781 |                                             | [ 26 ]  |
| 1781年10月24日 |          | サー・ジョン・フォーブス                                      | 1714 | 1796 |                                             | [ 27 ]  |
| 1796年3月12日  |          | 初代ハウ伯爵 リチャード・ハウ                                 | 1726 | 1799 |                                             | [ 28 ]  |
| 1799年9月16日  |          | 初代準男爵 サー・ピーター・パーカー                           | 1721 | 1811 |                                             | [ 29 ]  |
| 1811年12月24日 |          | クラレンス＝セント・アンドリューズ公（のち国王ウィリアム4世） | 1765 | 1837 |                                             | [ 30 ]  |
| 1821年7月19日  |          | 初代セント・ヴィンセント伯爵 ジョン・ジャーヴィス             | 1735 | 1823 | 1814年5月より元帥代理                       | [ 31 ]  |
| 1830年6月28日  |          | ウィリアム・ウィリアム＝フリーマン                            | 1742 | 1832 |                                             | [ 32 ]  |
| 1830年7月22日  |          | 初代ガンビア男爵 ジェイムズ・ガンビア                         | 1756 | 1833 |                                             | [ 33 ]  |
| 1830年7月22日  |          | 初代準男爵 サー・チャールズ・ポール                           | 1757 | 1830 |                                             | [ 33 ]  |
| 1833年4月24日  |          | サー・チャールズ・ニュージェント                              | 1759 | 1844 |                                             | [ 34 ]  |
| 1844年1月8日   |          | サー・ジェームズ・ ホーキンス＝ホイットシェッド               | 1762 | 1849 |                                             | [ 35 ]  |
| 1846年11月9日  |          | サー・ジョージ・マーティン                                    | 1764 | 1847 |                                             | [ 36 ]  |
| 1849年10月13日 |          | サー・トマス・ビアム・マーティン                              | 1773 | 1854 |                                             | [ 37 ]  |
| 1851年7月1日   |          | 第10代準男爵 サー・ジョージ・コックバーン                     | 1772 | 1853 |                                             | [ 38 ]  |
| 1857年12月8日  |          | 第2代準男爵 サー・チャールズ・オーグル                        | 1775 | 1858 |                                             | [ 39 ]  |
| 1858年6月25日  |          | サー・ジョン・ウェスト                                        | 1774 | 1862 |                                             | [ 40 ]  |
| 1862年5月20日  |          | サー・ウィリアム・ゲイプ                                      | 1777 | 1864 |                                             | [ 41 ]  |
| 1862年11月10日 |          | 第2代準男爵 サー・グレアム・ハモンド                          | 1779 | 1862 |                                             | [ 42 ]  |
| 1863年4月27日  |          | サー・フランシス・オーステン                                  | 1774 | 1865 |                                             | [ 43 ]  |
| 1863年4月27日  |          | 初代準男爵 サー・ウィリアム・パーカー                         | 1781 | 1866 |                                             | [ 44 ]  |
| 1864年1月11日  |          | 第2代準男爵 サー・ルシウス・カーティス                        | 1786 | 1869 |                                             | [ 45 ]  |
| 1865年9月12日  |          | サー・トマス・コクラン                                        | 1789 | 1872 |                                             | [ 46 ]  |
| 1866年11月30日 |          | サー・ジョージ・シーモア                                      | 1787 | 1870 |                                             | [ 47 ]  |
| 1868年1月30日  |          | サー・ジェームズ・ゴードン                                    | 1782 | 1869 |                                             | [ 48 ]  |
| 1869年1月15日  |          | サー・ウィリアム・ボールズ                                    | 1780 | 1869 |                                             | [ 49 ]  |
| 1869年7月2日   |          | サー・ジョージ・サートリアス                                  | 1790 | 1885 |                                             | [ 50 ]  |
| 1870年1月21日  |          | サー・フェアファクス・モアズビー                              | 1786 | 1877 |                                             | [ 51 ]  |
| 1872年10月20日 |          | サー・ヒューストン・ステュアート                              | 1791 | 1875 |                                             | [ 52 ]  |
| 1875年12月11日 |          | サー・プロヴォ・ウォリス                                      | 1791 | 1892 |                                             | [ 53 ]  |
| 1877年1月22日  |          | サー・ヘンリー・コドリントン                                  | 1808 | 1877 |                                             | [ 54 ]  |
| 1877年8月5日   |          | サー・ヘンリー・ケッペル                                      | 1809 | 1904 |                                             | [ 55 ]  |
| 1877年12月27日 |          | 第11代ローダーデール伯爵 トマス・メイトランド                 | 1803 | 1878 |                                             | [ 56 ]  |
| 1877年12月27日 |          | サー・ロドニー・マンディ                                      | 1805 | 1884 |                                             | [ 56 ]  |
| 1879年6月15日  |          | サー・ジェームズ・ホープ                                      | 1808 | 1881 |                                             | [ 57 ]  |
| 1879年6月15日  |          | サー・トマス・シモンズ                                        | 1813 | 1894 |                                             | [ 57 ]  |
| 1881年6月10日  |          | 初代準男爵 サー・アレクサンダー・ミルン                       | 1806 | 1896 |                                             | [ 58 ]  |
| 1881年12月1日  |          | サー・チャールズ・エリオット                                  | 1818 | 1895 |                                             | [ 59 ]  |
| 1885年4月29日  |          | サー・アルフレッド・ライダー                                  | 1820 | 1888 |                                             | [ 60 ]  |
| 1887年7月18日  |          | アルバート皇太子 (のち国王エドワード7世)                      | 1841 | 1910 |                                             | [ 61 ]  |
| 1888年5月1日   |          | サー・ジョフリー・ホーンビー                                  | 1825 | 1895 |                                             | [ 62 ]  |
| 1888年12月8日  |          | ジョン・ヘイ卿                                                | 1827 | 1916 | 第一海軍卿 1886                             | [ 63 ]  |
| 1889年8月2日   |          | ヴィルヘルム2世（ドイツ帝国皇帝・プロイセン国王）             | 1859 | 1941 |                                             | [ 64 ]  |
| 1892年2月13日  |          | サー・ジョン・カマレル                                        | 1829 | 1901 |                                             | [ 65 ]  |
| 1893年6月3日   |          | エディンバラ公アルフレート（ザクセン・コーブルグ・ゴーダ公）  | 1844 | 1900 |                                             | [ 66 ]  |
| 1895年2月20日  |          | 第4代クランウィリアム伯爵 リチャード・ミード                  | 1832 | 1907 |                                             | [ 67 ]  |
| 1897年8月23日  |          | サー・アルジャーノン・リヨンズ                                | 1833 | 1908 |                                             | [ 68 ]  |
| 1898年11月29日 |          | サー・フレデリック・リチャーズ                                | 1833 | 1912 | 第一海軍卿 1893–1899                        | [ 69 ]  |
| 1899年1月13日  |          | サー・ノエル・サーモン                                        | 1835 | 1912 |                                             | [ 70 ]  |
| 1902年10月3日  |          | サー・ジェームズ・アースキン                                  | 1838 | 1911 |                                             | [ 71 ]  |
| 1903年8月30日  |          | サー・チャールズ・フレデリック・ハザム                        | 1843 | 1925 |                                             | [ 72 ]  |
| 1904年6月16日  |          | ウォルター・カー卿                                            | 1839 | 1927 | 第一海軍卿 1899–1904                        | [ 73 ]  |
| 1905年2月20日  |          | サー・エドワード・シーモア                                    | 1840 | 1929 |                                             | [ 74 ]  |
| 1905年12月5日  |          | サー・ジョン・アーバスノット・フィッシャー                    | 1841 | 1920 | 第一海軍卿 1905–1910,1914–1915              | [ 75 ]  |
| 1907年3月1日   |          | 第3代準男爵 サー・アーサー・ウィルソン                        | 1842 | 1921 | 第一海軍卿 1910–1911                        | [ 76 ]  |
| 1908年6月11日  |          | ニコライ2世（ロシア帝国皇帝）                                 | 1868 | 1918 |                                             | [ 77 ]  |
| 1908年12月2日  |          | サー・ジェラルド・ノエル                                      | 1845 | 1918 |                                             | [ 78 ]  |
| 1910年1月27日  |          | ハインリヒ・フォン・プロイセン（ヴィルヘルム2世の弟）         | 1862 | 1929 |                                             | [ 79 ]  |
| 1910年4月30日  |          | サー・アーサー・ファンショー                                  | 1847 | 1936 |                                             | [ 80 ]  |
| 1910年5月6日   | George V | 国王ジョージ5世                                               | 1865 | 1936 |                                             | [ 81 ]  |
| 1913年3月20日  |          | サー・ウィリアム・メイ                                        | 1849 | 1930 |                                             | [ 82 ]  |
| 1915年3月5日   |          | サー・ヘッドワース・ミュー                                    | 1856 | 1929 |                                             | [ 83 ]  |
| 1917年4月2日   |          | サー・ジョージ・キャラハン                                    | 1852 | 1920 |                                             | [ 84 ]  |
| 1919年4月3日   |          | 初代ジェリコー子爵 ジョン・ジェリコー (later Earl Jellicoe)   | 1859 | 1935 | 第一海軍卿 1916–1918                        | [ 85 ]  |
| 1919年4月3日   |          | サー・デイヴィッド・ビーティ                                  | 1871 | 1936 | 第一海軍卿 1919–1927                        | [ 86 ]  |
| 1919年7月31日  |          | サー・ヘンリー・ジャクソン                                    | 1855 | 1929 | 第一海軍卿 1915–1916                        | [ 87 ]  |
| 1919年11月1日  |          | サー・ロスリン・ウィームズ                                    | 1864 | 1933 | 第一海軍卿 1918–1919                        | [ 88 ]  |
| 1920年11月24日 |          | サー・セシル・バーニー                                        | 1858 | 1929 |                                             | [ 89 ]  |
| 1921年7月5日   |          | 初代準男爵 サー・ダヴトン・スターディー                       | 1859 | 1925 |                                             | [ 90 ]  |
| 1921年8月19日  |          | 初代ミルフォード・ヘイブン侯爵 ルイス・マウントバッテン       | 1854 | 1921 | 第一海軍卿 1912–1914.                       | [ 91 ]  |
| 1924年7月31日  |          | 初代準男爵 サー・チャールズ・マッデン                         | 1862 | 1935 | 第一海軍卿 1927–1930                        | [ 92 ]  |
| 1925年5月8日   |          | サー・サマセット・ゴフ＝カルソープ                            | 1864 | 1937 |                                             | [ 93 ]  |
| 1925年11月24日 |          | 初代準男爵 サー・ジョン・ド・ローベック                       | 1862 | 1928 |                                             | [ 94 ]  |
| 1928年1月21日  |          | サー・ヘンリー・オリヴァー                                    | 1865 | 1965 |                                             | [ 95 ]  |
| 1929年7月31日  |          | サー・オズモンド・ブロック                                    | 1869 | 1947 |                                             | [ 96 ]  |
| 1930年5月8日   |          | 初代準男爵 サー・ロジャー・キーズ                             | 1872 | 1945 |                                             | [ 97 ]  |
| 1933年1月21日  |          | サー・フレデリック・フィールド                                | 1871 | 1945 | 第一海軍卿 1930–1933                        | [ 98 ]  |
| 1934年7月31日  |          | 初代準男爵 サー・レジナルド・ティリット                       | 1870 | 1951 |                                             | [ 99 ]  |
| 1935年5月8日   |          | サー・アーンル・チャットフィールド                            | 1873 | 1967 | 第一海軍卿 1933–1938                        | [ 100 ] |
| 1936年1月21日  |          | 国王エドワード8世                                             | 1894 | 1972 |                                             | [ 101 ] |
| 1936年7月12日  |          | サー・ジョン・ケリー                                          | 1871 | 1936 |                                             | [ 102 ] |
| 1936年12月11日 |          | 国王ジョージ6世                                               | 1895 | 1952 |                                             | [ 103 ] |
| 1938年1月21日  |          | 第12代コーク伯爵・兼 オレリー伯爵 ウィリアム・ボイル          | 1873 | 1967 |                                             | [ 104 ] |
| 1939年7月7日   |          | サー・ロジャー・バックハウス                                  | 1878 | 1939 | 第一海軍卿 1938–1939                        | [ 105 ] |
| 1939年7月31日  |          | サー・ダドリー・パウンド                                      | 1877 | 1943 | 第一海軍卿 1939–1943                        | [ 106 ] |
| 1940年5月8日   |          | サー・チャールズ・フォーブス                                  | 1880 | 1960 |                                             | [ 107 ] |
| 1943年1月21日  |          | 初代準男爵 サー・アンドリュー・カニンガム                     | 1883 | 1963 | 第一海軍卿 1943–1946                        | [ 108 ] |
| 1943年10月22日 |          | サー・ジョン・トーヴィー                                      | 1885 | 1971 |                                             | [ 109 ] |
| 1945年5月8日   |          | サー・ジェームズ・サマヴィル                                  | 1882 | 1949 |                                             | [ 110 ] |
| 1948年1月21日  |          | サー・ジョン・カニンガム                                      | 1885 | 1965 | 第一海軍卿 1946–1948                        | [ 111 ] |
| 1948年10月22日 |          | 初代ノースケープのフレーザー男爵 ブルース・フレーザー         | 1888 | 1981 | 第一海軍卿 1948–1951                        | [ 112 ] |
| 1949年3月20日  |          | サー・アルジャーノン・ウィリス                                | 1889 | 1976 |                                             | [ 113 ] |
| 1952年4月22日  |          | サー・アーサー・パワー                                        | 1889 | 1960 |                                             | [ 114 ] |
| 1952年6月1日   |          | サー・フィリップ・ヴィアン                                    | 1894 | 1968 |                                             | [ 115 ] |
| 1953年1月15日  |          | エディンバラ公フィリップ                                      | 1921 | 2021 | ロード・ハイ・アドミラル 2011–2021          | [ 116 ] |
| 1953年5月1日   |          | サー・ロデリック・マグリガー                                  | 1893 | 1959 | 第一海軍卿 1951–1955                        | [ 117 ] |
| 1955年4月22日  |          | サー・ジョージ・クリージー                                    | 1895 | 1972 |                                             | [ 118 ] |
| 1956年10月22日 |          | 初代ビルマのマウントバッテン伯爵 ルイス・マウントバッテン     | 1900 | 1979 | 第一海軍卿 1955–1959 国防参謀総長 1959–1965 | [ 119 ] |
| 1960年5月10日  |          | サー・チャールズ・ラム                                        | 1900 | 1960 | 第一海軍卿 1959–1960                        | [ 120 ] |
| 1962年5月23日  |          | サー・キャスパー・ジョン                                      | 1903 | 1984 | 第一海軍卿 1960–1963                        | [ 121 ] |
| 1968年8月12日  |          | サー・ヴェリル・ベッグ                                        | 1908 | 1995 | 第一海軍卿 1966–1968                        | [ 122 ] |
| 1970年6月30日  |          | サー・マイケル・ルファヌー                                    | 1913 | 1970 | 第一海軍卿 1968–1970                        | [ 123 ] |
| 1971年3月12日  |          | サー・ピーター・ヒル＝ノートン                                | 1915 | 2004 | 第一海軍卿 1970–1971 国防参謀総長 1971–73   | [ 124 ] |
| 1974年3月1日   |          | サー・マイケル・ポロック                                      | 1916 | 2006 | 第一海軍卿 1971–1974                        | [ 125 ] |
| 1977年2月9日   |          | サー・エドワード・アシュモア                                  | 1919 | 2016 | 第一海軍卿 1977-1977 国防参謀総長 1977      | [ 126 ] |
| 1979年7月6日   |          | サー・テレンス・ルウィン                                      | 1920 | 1999 | 第一海軍卿 1977–1979 国防参謀総長 1979–1982 | [ 127 ] |
| 1982年12月1日  |          | サー・ヘンリー・リーチ                                        | 1923 | 2011 | 第一海軍卿 1979–1982                        | [ 128 ] |
| 1985年8月2日   |          | サー・ジョン・フィールドハウス                                | 1928 | 1992 | 第一海軍卿 1982–1985 国防参謀総長 1985–1988 | [ 129 ] |
| 1988年4月12日  |          | オーラヴ5世（ノルウェー国王）                                 | 1903 | 1991 |                                             | [ 130 ] |
| 1989年5月25日  |          | サー・ウィリアム・ステイヴリー                                | 1928 | 1997 | 第一海軍卿 1985–1989                        | [ 131 ] |
| 1993年3月2日   |          | サー・ジュリアン・オズワルド                                  | 1933 | 2011 | 第一海軍卿 1989–1993                        | [ 132 ] |
| 1995年7月10日  |          | サー・ベンジャミン・バサースト                                | 1936 | 存命 | 第一海軍卿 1993–1995                        | [ 133 ] |
| 2012年6月16日  |          | 国王チャールズ3世                                             | 1948 | 存命 | 名誉称号                                    | [ 134 ] |
| 2014年6月13日  |          | ボイス男爵 マイケル・ボイス                                   | 1943 | 2022 | 国防参謀総長 2001–2003.                     | [ 135 ] |